# Trauma Center (série télévisée)
Pour les articles homonymes, voir Trauma Center.
 (février 2018).
Si vous disposez d'ouvrages ou d'articles de référence ou si vous connaissez des sites web de qualité traitant du thème abordé ici, merci de compléter l'article en donnant les références utiles à sa vérifiabilité et en les liant à la section « Notes et références ».
Trauma Center est une série télévisée américaine en treize épisodes de 45 minutes créée par Glen A. Larson et Jerry McNeely dont seulement dix épisodes ont été diffusés entre le 22 septembre 1983 et le 8 décembre 1983 sur le réseau ABC.
Cette série est inédite dans tous les pays francophones.

## Synopsis
La série suit les aventures de médecins ainsi que du personnel d'urgence de l'hôpital fictif McKee dans le comté de Los Angeles. Les patients et autres personnes gravement atteintes sont amenées au Medstar Trauma Center disposant des dernières avancées technologiques en matière de santé.

## Fiche technique
- Titre original : Trauma Center
- Création : Glen A. Larson et Jerry McNeely
- Thème musical : James Di Pasquale
- Musique : James Di Pasquale, Robert Folk et J.A.C. Redford
- Photographie : John McPherson
- Montage : Tony de Zarraga
- Distribution : Jacklynn Briskey
- Création des décors : Michael Baugh
- Effets spéciaux : Bill Schirmer et Robert W. King
- Producteur superviseur : William F. Phillips
- Producteurs : Harry Longstreet, Renee Longtreet et Robert Van Scoyk
- Producteurs exécutifs : Glen A. Larson et Jerry McNeely
- Producteurs associés : Dorothy J. Bailey et Steven C. Brown
- Compagnies de production : Glen A. Larson Productions - Jeremac Productions - Twentieth Century Fox Television
- Compagnies de distribution : American Broadcasting Company - Twentieth Century Fox Television
- Pays d'origine :  États-Unis
- Langue : Anglais Mono
- Durée : 45 minutes
- Image : Couleurs
- Ratio écran : 1.33:1 plein écran 4:3
- Négatif : 35 mm
- Genre : Médical
- Date de première diffusion : 22 septembre 1983 sur ABC

## Distribution
- James Naughton : Docteur Michael « Cutter » Royce
- Jack Bannon (en) : Buck Williams
- Lou Ferrigno : John Six
- Wendie Malick : Docteur Brigitte Blaine
- Jayne Modean (en) : Infirmière Hooter
- Bill Randolph (en) : Docteur « Beaver » Bouvier
- Arlen Dean Snyder : Docteur Charles Sternhauser
- Alfie Wise : Sidney « Hatter » Pacelli
- Eileen Heckart : Infirmière Amy Decker
- Dorian Harewood : Docteur Nate « Skate » Baylor

## Épisodes
1. Trauma Center
2. Notes About Courage (deuxième partie du crossover commençant dans L'Homme qui tombe à pic)
3. No Easy Days
4. Breakthrough
5. No More Heroes
6. Turnaround
7. Trail's End
8. Shock Waves
9. Silent Sounds
10. Out of Control
11. Line of Fire (non diffusé)
12. Win or Lose (non diffusé)
13. Smash-Up (non diffusé)

## Crossover avecL'Homme qui tombe à pic
Le second épisode de la troisième saison de la série L'Homme qui tombe à pic intitulé Les Risques du métier (Trauma) est la première partie d'un crossover qui finit avec le second épisode de la série Notes About Courage.